# 杨小街镇
杨小街乡，是原中华人民共和国安徽省阜阳市临泉县下辖的一个乡镇级行政单位。
2014年，杨小街乡撤乡建镇，更名为杨小街镇（民地字【2014】26 号）。
2016年10月，临泉县调整行政区划，撤销杨小街镇，将原杨小街镇所辖的行政区域划归宋集镇管辖。

## 行政区划
杨小街乡下辖以下地区：
杨集村、杨蒲村、柳大村、柳集村、徐营村、新集村、王老村、王新村、赵围孜村和明桥村。